# Верзілов Петро Юрійович
Петро Юрійович Верзілов (нар. 25 жовтня 1987) — видавець інтернет-ЗМІ «Медиазона», до 2009 року один з найбільш активних учасників арт-групи «Війна», чоловік Надії Толоконнікової.

## Біографія
Петро Верзілов народився 25 жовтня 1987 року в Москві. Навчався на філософському факультеті МДУ. У 2005 році у віці 18 років отримав громадянство Канади шляхом натуралізації.
Учасник скандальних акцій.

### На чемпіонаті світу з футболу 2018 року
15 липня 2018 року під час фінального матчу першості світу Петро Верзілов і троє активісток Pussy Riot вибігли на поле; минути кордони безпеки їм допомогла поліцейська форма, в яку вони були одягнені.

Це послання Pussy Riot завершили списком із шести вимог до влади: 
Звільнити всіх політичних в'язнів, не переслідувати за лайки, припинити незаконні арешти на мітингах, допустити політичну конкуренцію в країні, не фабрикувати кримінальні справи і не тримати людей просто так в СІЗО, перетворити земного міліціонера на небесного міліціонера.

### Інтерв'ю Дудю
Інтерв'ю 2023 року Юрію Дудю: "Верзилов — внутри войны / Verzilov — inside war, у ньому він, зокрема, розповів, що воює проти Росії у складі української армії. Після цього інтерв'ю він заявив, що складає повноваження видавця «Медиазони», щоб не давати приводів «ставити під сумнів незаангажованість і незалежність видання».

## Додаткові джерела
- Олеся Герасименко. (07.04.2017). Как теперь живет Петр Верзилов — самый успешный продюсер России. GQ. Процитовано 20 липня 2018.